# Королёк — птичка певчая (роман)
«Королёк — птичка певчая» (тур. Çalıkuşu) — роман о любви, написанный в 1922 году турецким писателем Решатом Нури Гюнтекином.

## История создания
Первоначально автор планировал написать пьесу «Дочь Стамбула» в четырёх действиях для постановки в императорском театре «Дарюльбедайи». Место действия переносило в декорации бедной деревни, что не показалось зрелищным руководству театра. Хорошо знакомый с реалиями Анатолии писатель изобразил неприкрытую бедность жителей. Несмотря на отказ, Гюнтекин оформил произведение в роман и озаглавил его «Çalıkuşu» (крапивник).
Роман появлялся фрагментами в газете «Время» с 1 августа по 1 декабря 1921 года, вызвав одобрение и интерес читателей. Образ смелой, образованной турецкой учительницы стал символом эпохи перемен в стране. В народе ходили слухи, будто бы автор описал судьбу своей сестры, но Гюнтекин решительно отверг эти предположения, сказав, что сюжет им выдуман. Роман переиздавался в 1922, 1923, 1924, 1928 годах, а 1937 году вышел со значительными изменениями.

## Сюжет
Роман повествует о судьбе молодой девушки Феридэ. В детстве потерявшая мать, она определена отцом-военным во французский пансион «Нотр-Дам де Сион». Когда спустя несколько лет приходит весть о гибели отца, Феридэ остаётся на попечении тётушки Бесиме. В её доме она живёт все каникулы и выходные. Отличаясь шаловливым, неугомонным характером, девочка получает прозвище Королёк.
Спустя годы влюблённые Феридэ и её кузен Кямран решают с благословения родных сыграть свадьбу. К тому моменту Феридэ окончит обучение в пансионе, а Кямран вернётся из 4-летней рабочей поездки. Незадолго до свадьбы незнакомка тайно сообщает Феридэ о неверности её жениха, и девушка сбегает в провинцию, чтобы никогда не пересекаться со своей семьёй.
Несчастья одно за другим преследуют молодую учительницу Феридэ. Обретя в лице старого военного врача друга, Феридэ поверяет ему свою историю и даёт обещание однажды встретиться с родными.
Кямран все годы разлуки искал Феридэ и, отчаявшись, женился на женщине, о которой рассказала незнакомка Феридэ. После нескольких лет Кямран овдовел, воспитывал сына. Феридэ по просьбе скончавшегося доктора передала Кямрану большой конверт, не зная, что там. Внутри был дневник Феридэ с её печальной историей жизни и признанием в любви к Кямрану. Он торопится вернуть Феридэ.

## Экранизации
- 1966: Королёк — птичка певчая. 2-серийный чёрно-белый непереведенный телесериал. Режиссёр: Осман Седен. В главных ролях: Феридэ — Тюркан Шорай, Кямран — Картал Тибет[3].
- 1986: Королёк — птичка певчая. 7-серийный телесериал. Режиссёр: Осман Седен. В главных ролях: Феридэ — Айдан Шенер, Кямран — Кенан Калав[4].
- 2005: Опять королёк. Адаптивный турецкий сериал.
- 2013: Королёк — птичка певчая. Телесериал производства TIMs Production. Режиссёр: Чаган Ырмак, Доган Умит Караджа. В главных ролях: Феридэ — Фахрие Эвджен, Кямран — Бурак Озчивит[5].